# 5 floréal
5 germinal 5 prairial
Le quintidi 5 floréal, officiellement dénommé jour du rossignol, est le 215e jour de l'année du calendrier républicain.
C'était généralement le 24e jour du mois d'avril dans le calendrier grégorien.